# Médecine fonctionnelle
La médecine fonctionnelle est une forme de médecine alternative qui englobe un certain nombre de méthodes et de traitements réfutés ou qui n'ont pas encore fait leurs preuves,,. Ses partisans affirment qu'elle se concentre sur les "causes profondes" des maladies basées sur les interactions entre l'environnement et les systèmes gastro-intestinal, endocrinien et immunitaire pour élaborer des "plans de traitement individualisés". Elle a été qualifiée de pseudoscience, de charlatanisme, et, pour l'essentiel, de relooking (rebranding en anglais) de la médecine complémentaire et alternative.
Aux États-Unis, l'American Academy of Family Physicians (Académie Américaine des Médecins de Famille) a jugé que les pratiques de médecine fonctionnelle ne pouvaient pas faire l'objet de crédits de cours car elles peuvent être dangereuses,.
La médecine fonctionnelle a été créée par Jeffrey Bland. Bland a fondé l'IFM (Institute of Functional Medicine, en français Institut de Médecine Fonctionnelle) au début des années 1990 dans le cadre de l'une de ses sociétés, HealthComm. L'IFM, qui promeut la médecine fonctionnelle, est devenue une association à but non lucratif enregistrée en 2001. Mark Hyman en est l'un des principaux promoteurs.

## Description
La discipline de la médecine fonctionnelle est définie par ses partisans de façon vague. L'oncologue David Gorski a écrit que ce flou constitue une tactique délibérée qui rend la médecine fonctionnelle difficile à contester, mais qu'en général sa pratique est centrée sur des procédures de test inutiles et coûteuses effectuées au nom de soins de santé « holistiques ».
Les partisans de la médecine fonctionnelle s'opposent aux connaissances médicales établies et rejettent leurs modèles, adoptant à la place un modèle de maladie basé sur la notion d'« antécédents », de « déclencheurs » et de « médiateurs ». Celles-ci sont censées correspondre respectivement aux causes sous-jacentes, aux causes immédiates et aux caractéristiques particulières de la maladie d'une personne. Un praticien en médecine fonctionnelle concevra une « matrice » à partir de ces facteurs, qui servira de base au traitement.
Les traitements, les pratiques et les concepts seront généralement ceux qui ne sont pas étayés par des preuves médicales.
Les praticiens de la médecine fonctionnelle prétendent diagnostiquer et traiter des affections dont les études ont démontré l'inexistence, comme la fatigue surrénale et de nombreux déséquilibres dans la chimie du corps,. Malgré l'absence de preuves ou d'études pour étayer ses dires, Joe Pizzorno, une figure majeure de la médecine fonctionnelle, prétend que 25 % des personnes aux États-Unis sont empoisonnées par des métaux lourds et doivent subir une désintoxication. Les scientifiques affirment que la prise de prétendus compléments de désintoxication (proposés par la médecine fonctionnelle) constituent une perte de temps et d'argent.

## Réception
En 2014, l'Académie américaine des médecins de famille a retiré l'octroi de crédits de cours pour les cours de médecine fonctionnelle, ayant identifié certains de ses traitements comme « nocifs et dangereux ». En 2018, elle a partiellement levé cette interdiction, mais uniquement pour permettre d'enseigner une vue d'ensemble de la médecine fonctionnelle, et non pour enseigner sa pratique.
L'ouverture de centres de médecine fonctionnelle à la Cleveland Clinic Foundation et à l'Université George Washington a été décrite par Gorski comme un exemple « malheureux » de charlatanisme pseudo-scientifique infiltrant le milieu universitaire médical.